# Sálvame (canción de RBD)
«Sálvame» es el tercer sencillo del álbum debut Rebelde del grupo pop mexicano RBD. Se trata de una canción de ritmo lento, perteneciente al género balada, pop y pop latino, con estilos melódicos. Fue lanzada a la venta el 15 de marzo de 2005.
Sálvame es considerada la canción más exitosa de RBD al ser #1 en las radios mexicanas por 11 semanas consecutivas. La canción logró éxito en México y Latinoamérica, así como en países como Italia, Francia y hasta Japón. 
El 13 de mayo del 2005, el sencillo es utilizado para promover una de las etapas finales de la primera temporada de la telenovela Rebelde, en el capítulo 160 dónde los personajes hacen un viaje a Cánada. En dicho capítulo, se grabó el video oficial de la canción y no en el Nevado de Toluca cómo mucha gente creyó en su momento.
La secuela del tema, titulada «Algún día», fue grabada en el 2006 y aparece en el tercer álbum de estudio de RBD, Celestial. El tema fue grabado en portugués e inglés, incluidas en sus álbumes Rebelde (Edição Brasil) y Rebels, respectivamente. 
Es uno de los temas más conocidos de la agrupación, DVD lanzados a la venta, y grabado en los dos de los tres álbumes grabados en vivo. El video musical fue producido por Pedro Damián y filmado en Canadá.

## Antecedentes y lanzamiento
El tema fue compuesto y producido por Pedro Damián, Max Di Carlo y DJ Kafka. El tema fue lanzado el 15 de marzo de 2005.
La continuación de la canción se tituló «Algún día», y fue grabada en el 2006, siendo incluida en el tercer álbum de estudio, Celestial. 
En enero de 2006 se lanza la versión en portugués del tema titulado «Salva-me», siendo incluida en la edición en portugués del álbum. En diciembre de 2006 se lanza la versión en inglés del tema, siendo titulada «Save me», incluida en el primer álbum en inglés de la agrupación titulado Rebels. El tema también fue incluido en los álbumes, Tour Generación RBD en vivo y Hecho en España, grabados en vivo durante sus presentaciones en México y España.
El tema dio nombre a la fundación de la agrupación, a la cual llamaron Fundación Sálvame, para ayudar a los niños de la calle. Comenzó sus operaciones el 1 de mayo de 2006, con el objetivo de ayudar a los niños de la calle, y entre las primeras actividades programadas fue un concierto gratuito en Brasil. La fundación ayudó en México, Brasil y España. La fundación surgió cuando en febrero de 2006, ocurrió un accidente en Brasil en el cual tres personas perdieron la vida y decenas resultaron heridas, cuando una valla de seguridad se desplomó durante una firma de autógrafos, y en la cual por lo menos 5000 admiradores del grupo se congregaron a las puertas de un centro comercial en Sao Paulo.

## Lista de canciones
- Descarga digital

| Sálvame — Single |           |          |  |
| N.º              | Título    | Duración |  |
| 1.               | «Sálvame» | 3:43     |  |

- Sencillo en CD

| Sencillo en CD - Rebelde |           |          |  |
| N.º                      | Título    | Duración |  |
| 1.                       | «Sálvame» | 3:36     |  |

| Brasil — Sencillo en CD - Rebelde (Edição Brasil) |            |          |  |
| N.º                                               | Título     | Duración |  |
| 1.                                                | «Salva-me» | 3:45     |  |

| Estados Unidos — Sencillo en CD - Rebels |           |          |  |
| N.º                                      | Título    | Duración |  |
| 1.                                       | «Save me» | 3:56     |  |

| Japón — Sencillo en CD - We Are RBD |           |          |  |
| N.º                                 | Título    | Duración |  |
| 1.                                  | «Save me» | 3:56     |  |

| Sencillo en CD - Tour Generación RBD en vivo |                                        |          |  |
| N.º                                          | Título                                 | Duración |  |
| 1.                                           | «Sálvame» (en vivo, grabado en México) | 3:46     |  |

| Sencillo en CD - RBD: La familia |           |          |  |
| N.º                              | Título    | Duración |  |
| 1.                               | «Save me» | 3:46     |  |

| Sencillo en CD - Hecho en España |                                        |          |  |
| N.º                              | Título                                 | Duración |  |
| 1.                               | «Sálvame» (en vivo, grabado en España) | 4:25     |  |

## Interpretaciones en vivo
El tema fue interpretado en numerosas ocasiones, en 2005 se presentan en el programa mexicano No Manches, donde incluyen el tema en el setlist de su presentación. El mismo año se presentan en el programa Otro rollo interpretando «Sálvame», «Rebelde», «Solo quédate en silencio», «Nuestro amor» y «Un poco de tu amor». En 2005 se presentan en el programa Sonricslandia interpretando el tema en su setlist. El tema fue incluido en el setlist de su primera gira nacional, la cual recorrió todo México y tuvo inicio el 3 de enero de 2005, titulada Tour Generación RBD. En dicho tour se grabó el primer CD/DVD de la agrupación titulado "Tour Generación RBD en Vivo". En 2005 interpretan el tema durante la Celebración Virgen Guadalupe.

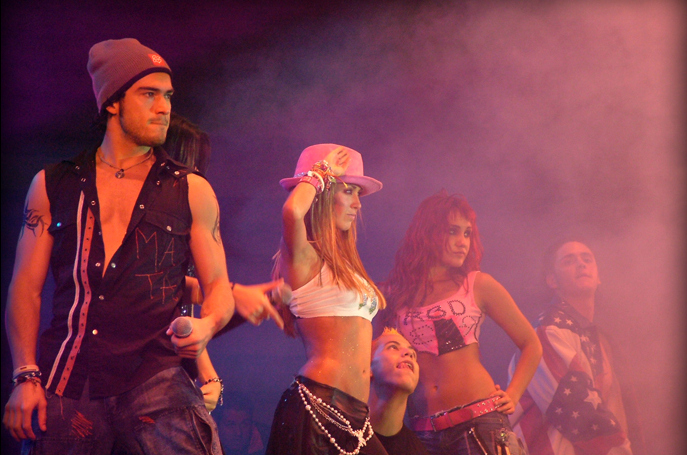
RBD durante su gira Tour Generación.

En 2006, el tema fue incluido en el setlist de la segunda gira mundial titulada Tour Generación 2006 o Nuestro Amor Tour, donde se filmaron los DVDs Live in Hollywood en Los Ángeles y Live in Río, este último siendo ante más de 70 mil personas en el estadio Maracaná en Brasil. En 2006, durante su visita a Brasil se presentan en el programa Domingo Legal interpretando el tema. En diciembre de 2006 se presentan en el Teletón México, interpretando el tema en su setlist. En 2006 se presentan en el programa chileno Mekano interpretando el tema como parte de su setlist.
En 2007 se presentan en el programa estadounidense CD USA interpretando «Save me» dentro de su setlist. En 2007 se incluye el sencillo en el setlist de su gira mundial Tour Celestial 2007, donde se filma el CD/DVD "Hecho en España" ante más de 40 mil personas. En 2008 se incluye en el setlis de sus giras Empezar Desde Cero Tour y Gira del Adiós, donde se filmaron los DVD "Live in Brasilia" y "Tournée do Adeus".
Anahí interpretó la canción durante su gira como solista Mi delirio World Tour (2009–11). La canción fue interpretada durante el concierto virtual Ser o Parecer: La Unión Global Virtual el 26 de diciembre de 2020 acompañado de una orquesta.

### Versiones
En 2006, la concursante Nicolle interpreta en la gala de la Elección Pública un cover de la canción en el reality show colombiano, Factor Xs. 
En 2005, el grupo Los Telez de cumbia mexicana realizan una versión de la canción. 
En 2011 la agrupación argentina La Mentirosa de cumbia interpretan una versión cumbia del sencillo. 
En 11 de junio de 2022, la mexicana Anahí volvió a interpretar este tema, esta vez, como artista invitada en el concierto de la cantante urbana colombiana Karol G, realizado en su natal México.
En 2022 la banda de rock mexicana Moderatto lanza un álbum tributo a RBD llamado Rockea Bien Duro el cual contiene una versión de la canción, la cual cantan junto a la cantante española Aitana.
El cantante colombiano Camilo el 23 de mayo de 2024, en el setlist de su álbum Cuatro rindió homenaje a RBD sacando un cover de la canción, el cual recibió muy buenas críticas.

## Versiones
- Salva-me (Versión en portugués)
- Save me (Versión en inglés)

## Video musical

### Desarrollo
El vídeo se convirtió en el tercero que dirigió Pedro Damián. 
Fue grabado en Canadá en diciembre de 2004, mientras la agrupación y parte del elenco Rebelde se encontraba realizando unas escenas de la telenovela en dicho país. (Los capítulos 160-164 de la 1.ª temporada)
En el proceso, Damián documentó varias tomas de los actores en el set, en sus ratos libres y durante el rodaje de las escenas de la novela. 
Las tomas documentadas fueron utilizados tanto para la entrada de la novela como para el videoclip oficial de la canción.

### Sinopsis
El video comienza con Alfonso Herrera, quien agarra la cámara y repite en inglés no filming, no filming, luego se ven imágenes del aeropuerto, la agrupación llegando a Canadá, se ven las primeras escenas de paisaje, luego se ve la primera escena de la banda, interpretando el tema en la nieve, tocando sus instrumentos. Se ve a la banda en distintas sesiones de fotografías que realizaron en el país y escenas de ellos mientras descansan en las grabaciones, Alfonso comiendo nieve, Christian envuelto en una manta, mientras se intercalan escenas de la agrupación interpretando el tema y escenas del paisaje. El video termina con Alfonso, colocando nieve en la cámara, mientras intenta desempañar la lente.

## Listas

### Semanales
| País           | Lista                         | Mejor posición                  |
| -------------- | ----------------------------- | ------------------------------- |
| Estados Unidos | Billboard - Latin Pop Songs   | 27                              |
| México         | AMPROFON - Top 100            | #1 (11 semanas)                 |
| México         | México - 40 principales       | 1                               |
| México         | México - Radio 100            | 1                               |
| México         | Telehit - Top Ten Chart       | 1                               |
| México         | MTV México Hits               | 1                               |
| Chile          | Chile - Top Chart 100         | #1 (9 semanas)                  |
| Colombia       | Colombia - Los 10 mejores     | 1                               |
| Brasil         | Brasil - Top 100 Radio        | #1 (13 semanas no consecutivas) |
| Perú           | Éxitos de Perú                | 1                               |
| Argentina      | Argentina - 100 Chart Singles | 1                               |
| Honduras       | Sencillos 50 mejores - listas | 1                               |
| Venezuela      | Venezuela Chart 50            | 1                               |
| Ecuador        | Singles Ecuador               | 1                               |
| España         | Spain Chart - Top Ten Singles | 1                               |
| Guatemala      | Radio Hot Guatemala           | 1                               |
| Francia        | France Chart - Singles 2006   | 5                               |
| Canadá         | 2005 Canada Singles Chart     | 2                               |
| Italia         | Italy Hot Chart Radio         | 4                               |
| Irlanda        | Singles Top 50 'Ireland'      | 9                               |
| Japón          | Japan Hot 100 - Chart Singles | 11                              |

## Certificaciones
| País   | Organismo certificador | Certificación | Ventas certificadas | Ref    |
| ------ | ---------------------- | ------------- | ------------------- | ------ |
| Brasil | Pro-Música Brasil      | Oro           | 50 000              | [ 14 ] |

## Premios y nominaciones
| Año  | Ceremonia        | Categoría           | Resultado | Ref.   |
| ---- | ---------------- | ------------------- | --------- | ------ |
| 2005 | Premios Juventud | Canción corta-venas | Nominados | [ 15 ] |